# Ulica Lubartowska w Lublinie
Ulica Lubartowska w Lublinie – jedna z arterii komunikacyjnych Lublina, w dzielnicach Śródmieście (na Lemszczyźnie) i Stare Miasto.
Ulica ciągnie się od Placu Łokietka do Alei Spółdzielczości Pracy (skrzyżowanie z ulicami: Unicką i Obywatelską). Jej nazwa pochodzi od drogi wylotowej na Lubartów. Na odcinku od ulicy Bajkowskiego do Alei „Solidarności” ulica jest jednokierunkowa. W obydwu kierunkach mogą jeździć tylko trolejbusy.
W okresie PRL ulica na krótkim odcinku od placu Łokietka do Kowalskiej miała nazwę „Rady Delegatów”, a przed  II wojną światową odcinek ten nosił nazwę ulicy „Nowej”. Na pozostałej długości funkcjonowała nazwa „Lubartowska”.

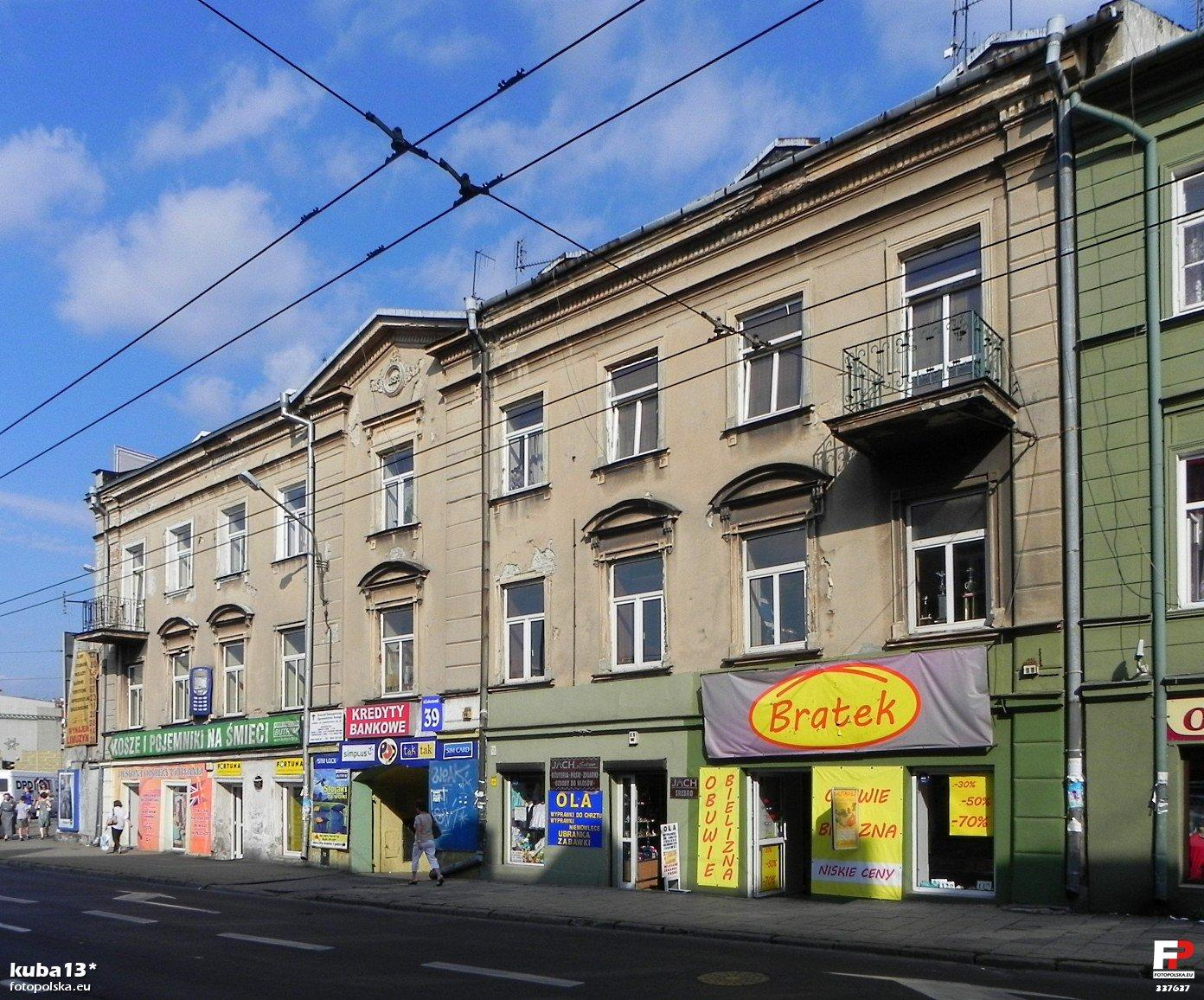
Budynek przy ul. Lubartowskiej 39
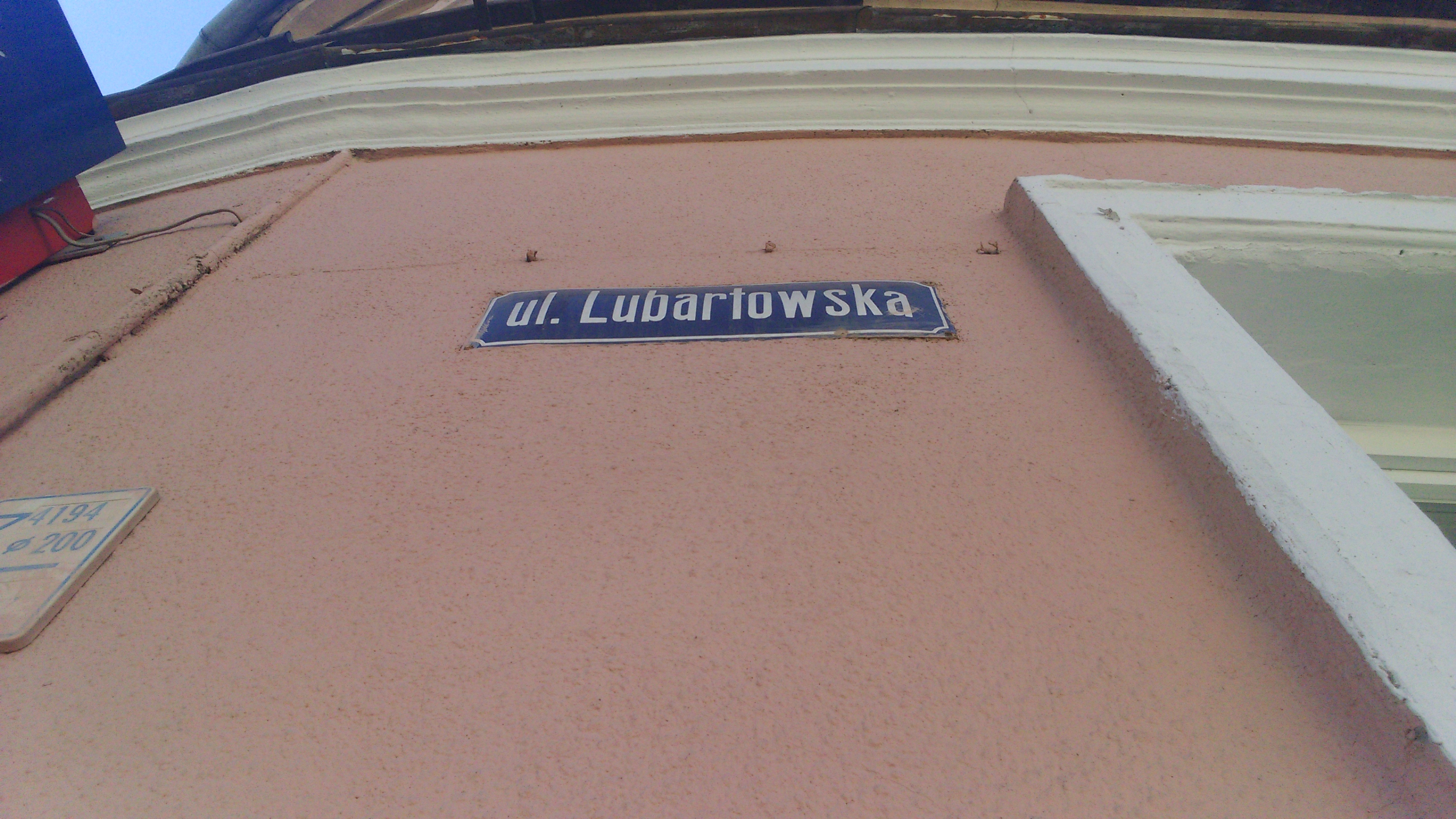
Tabliczka z nazwą ulicy na budynku poczty